# گوولدن مدوو (لوئیزیانا)
گوولدن مدوو (به انگلیسی: Golden Meadow) شهری در ایالت لوئیزیانا کشور ایالات متحده آمریکا است که جمعیت آن در سرشماری سال ۲۰۱۰ میلادی، ۲٬۱۰۱ نفر بوده‌است.